# Arthur Godfrey

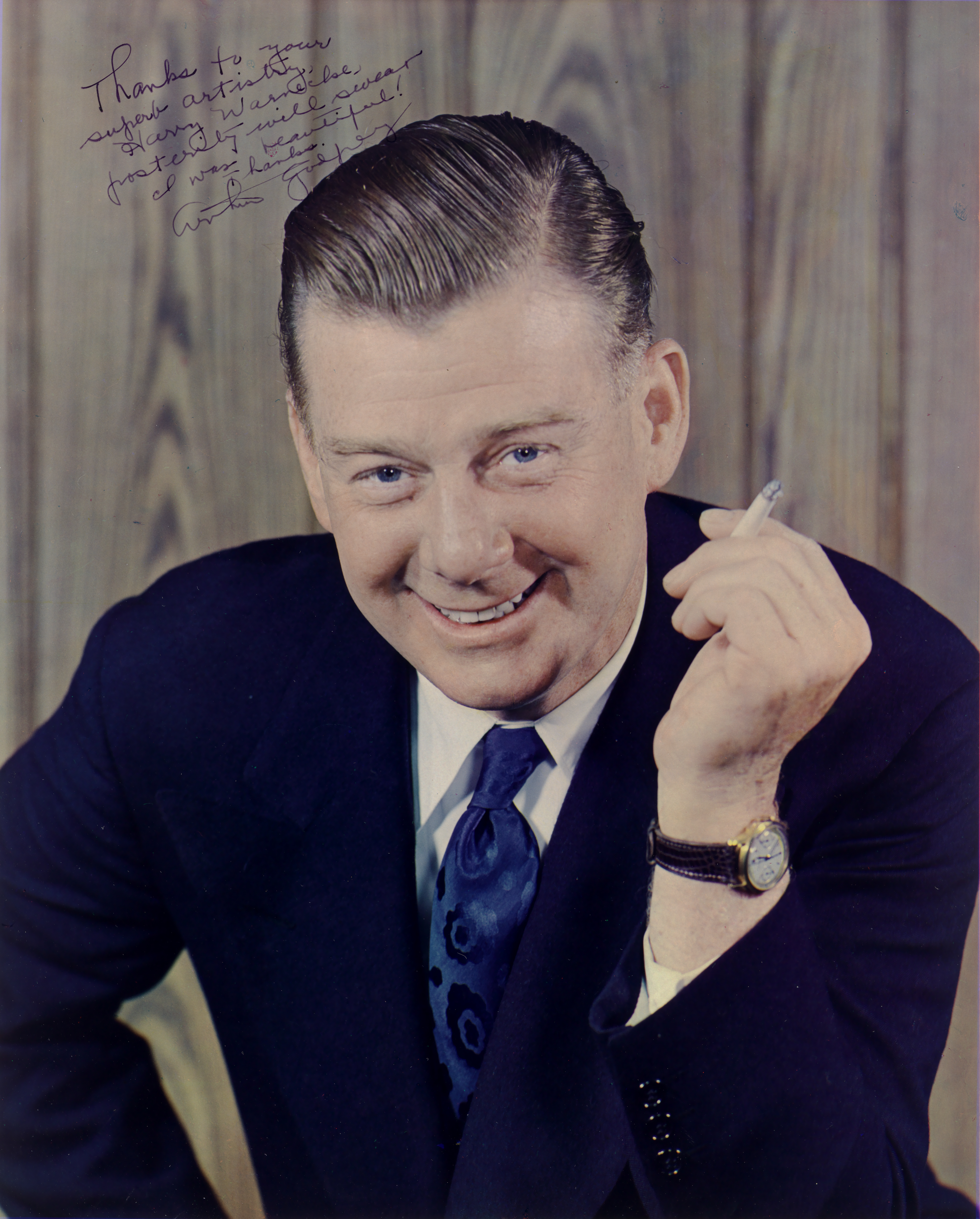
Arthur Godfrey (1947)

Arthur Morton Godfrey (* 31. August 1903 in New York City; † 16. März 1983 ebenda) war US-amerikanischer Radio- und Fernseh-Moderator. Er trat auch als Pop-Sänger und Filmschauspieler auf.

## Leben
Godfrey wuchs in New York auf. Nach ein paar Jahren bei der Marine und später der Küstenwache trat er Ende der 1920er Jahre in Baltimore bei einer Talentshow auf, was dazu führte, dass er eine eigene wöchentliche Radiosendung moderieren durfte. Später begann er für NBC zu arbeiten und zog nach Washington, D.C. Durch seine Art, die Zuhörer als einzelne Personen anzusprechen, anstatt als Menge, wurde er schon bald ein regionaler Star. Zudem moderierter er nicht nur, sondern sang zusätzlich noch und spielte Ukulele.
1934 wechselte Godfrey seinen Arbeitsplatz und arbeitete nun für CBS, wo er täglich seine eigene Show Arthur Godfrey’s Sun Dial moderierte. In den 1940er Jahren war er an verschiedenen Sendungen von CBS beteiligt und arbeitete im Zweiten Weltkrieg, aufgrund einer Bekanntschaft mit Franklin D. Roosevelt, bei den U.S. Navy Reserves. Ende des Jahrzehnts leitete er die Radiosendung Arthur Godfrey Time, die 1948 zusätzlich im Fernsehen zu laufen begann. Sie beinhaltete Interviews mit Stars und Auftritte verschiedener bekannter Sänger. 1937 wurde Godfrey ein Mitglied im Bund der Freimaurer, seine Loge die Acacia Lodge No. 18 ist in Washington, D.C. ansässig.

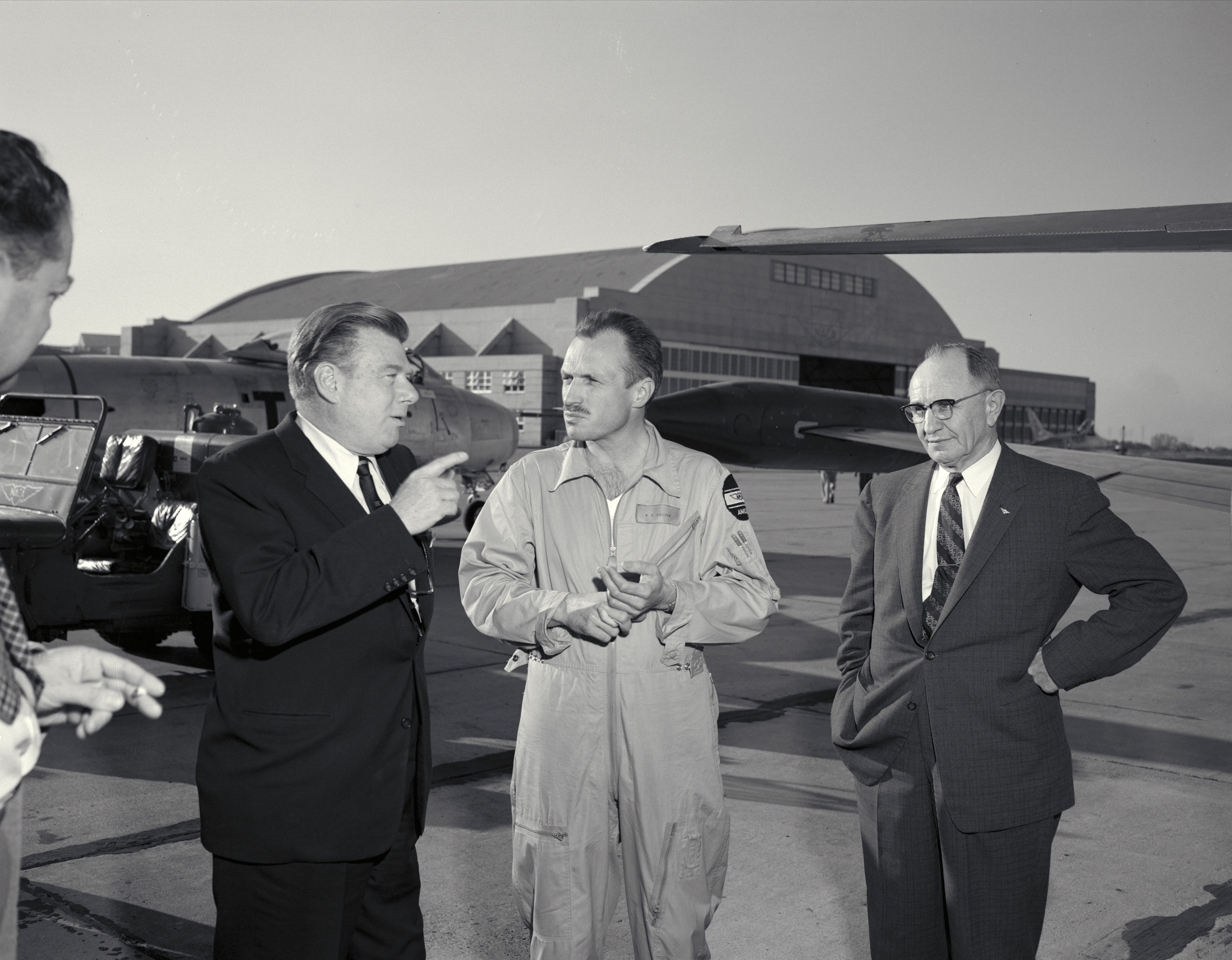
Godfrey (links) mit einem Piloten der NACA und Smith DeFrance, dem ehemaligen Direktor des Ames Aeronautical Laboratory (1948)

Von 1948 bis 1958 moderierte Godfrey dann Arthur Godfrey’s Talent Scouts, eine Sendung, in der verschiedene vielversprechende Sängerinnen und Sänger auftraten, von denen viele später auch Berühmtheit erlangten. Im nächsten Jahr kam mit Arthur Godfrey and His Friends eine ähnliche Show hinzu. Anfang der 1950er Jahre erreichten diese Sendungen die Spitze ihres Erfolges, ab Mitte des Jahrzehnts begann dieser wieder nachzulassen.
Godfrey veröffentlichte auch zahlreiche Schallplatten. Seinen größten Erfolg hatte er 1947 mit dem Titel Too Fat Polka (You Can Have Her, I Don’t Want Her, She’s Too Fat For Me), der Platz 6 der US-Singles-Charts erreichte und 16 Wochen in den Top Ten notierte.
1959 wurde bei Godfrey Lungenkrebs festgestellt, von dem er geheilt werden konnte. Er setzte seine Arbeit als Moderator von Arthur Godfrey Time fort, wenn auch nur noch im Radio. Die Sendung sollte erst 1972 aus dem Programm genommen werden. 1983 starb Arthur Godfrey in New York an einem Lungenemphysem. Sein Grab befindet sich auf dem  Union Cemetery in Leesburg, Virginia.

## Filmografie (Auswahl)
- 1953: Flying with Arthur Godfrey
- 1965: Hoppla Lucy! (The Lucy Show) (TV-Serie, eine Folge)
- 1966: Spion in Spitzenhöschen (The Glass Bottom Boat)
- 1968: Wenn Engel reisen (Where Angels Go Trouble Follows!)
- 1976: Mord à la Mode (Ellery Queen) (TV-Serie, eine Folge)
- 1977: The Great Bank Hoax
- 1978: Die liebestollen Stewardessen (Flying High) (TV-Serie, eine Folge)
- 1979: Lady Truckers (TV-Film)
- 1979: Die unschlagbaren Sieben von Las Vegas (Angels’ Brigade)
- 1979: Love Boat (The Love Boat) (TV-Serie, eine Folge)